# Stow Longa
Stow Longa est une paroisse civile et un village du Cambridgeshire, en Angleterre.